# Relais 4 x 200 mètres nage libre féminin aux Jeux olympiques d'été de 2020
Navigation
Rio 2016 Paris 2024
Le relais 4 x 200 m nage libre femmes est une épreuve des Jeux olympiques d'été de 2020 qui a eu lieu les 28 et 29 juillet 2021 au Centre aquatique olympique de Tokyo.

## Records
Avant cette compétition, les records dans cette discipline étaient :
| Record du monde  | 7:41.50 | Australie Ariarne Titmus (1:54.27) Madison Wilson (1:56.73) Brianna Throssell (1:55.60) Emma McKeon (1:54.90)   | 25 juillet 2019 | Gwangju, Corée du Sud |
| Record olympique | 7:42.92 | États-Unis Missy Franklin (1:55.96) Dana Vollmer (1:56.02) Shannon Vreeland (1:56.85) Allison Schmitt (1:54.09) | 1er août 2012   | Londres, Royaume-Uni  |

Le record suivant a été établi pendant la compétition :
| Date       | Tour   | Noms                                                                                   | Nationalité | Temps   | Record |
| ---------- | ------ | -------------------------------------------------------------------------------------- | ----------- | ------- | ------ |
| 29 juillet | Finale | Yang Junxuan (1:54.37) Tang Muhan (1:55.00) Zhang Yufei (1:55.66) Li Bingjie (1:55.30) | Chine       | 7:40.33 | WR     |

## Programme
L'épreuve de relais 4 x 200 m nage libre se déroule pendant deux jours consécutifs suivant le programme suivant :
Tous les horaires correspondent à l'UTC+9
| Date                     | Horaire | Manche |
| ------------------------ | ------- | ------ |
| Mercredi 28 juillet 2021 | 20 h 17 | Séries |
| Jeudi 29 juillet 2021    | 12 h 31 | Finale |

## Médaillés
| Or                                                                        | Argent                                                                                         | Bronze |
| Chine Yang Junxuan Tang Muhan Zhang Yufei Li Bingjie Dong Jie Zhang Yifan | États-Unis Allison Schmitt Paige Madden Katie McLaughlin Katie Ledecky Brooke Forde Bella Sims | Australie Ariarne Titmus Emma McKeon Madison Wilson Leah Neale Tamsin Cook Meg Harris Mollie O'Callaghan Brianna Throssell |

## Résultats

### Séries
Les huit meilleures équipes se qualifient pour les demi-finales.
| Rang | Série | Ligne     | Équipe                                                | Nageuses | Temps   | Remarques |
| ---- | ----- | --------- | ----------------------------------------------------- | --- | ------- | --------- |
| 1    | 2     | 4         | Australie                                             | Mollie O'Callaghan (1:55.11 WJR) Meg Harris (1:57.01) Brianna Throssell (1:56.46) Tamsin Cook (1:56.03)           | 7:44.61 | Q         |
| 2    | 1     | 4         | États-Unis                                            | Bella Sims (1:58.59) Paige Madden (1:55.96) Katie McLaughlin (1:56.02) Brooke Forde (1:57.00)                     | 7:47.57 | Q         |
| 3    | 1     | 5         | Chine                                                 | Tang Muhan (1:57.29) Zhang Yifan (1:57.63) Dong Jie (1:57.77) Li Bingjie (1:56.29)                                | 7:48.98 | Q         |
| 4    | 2     | 5         | Canada                                                | Katerine Savard (1:58.18) Rebecca Smith (1:55.99) Mary-Sophie Harvey (1:57.53) Sydney Pickrem (1:59.82)           | 7:51.52 | Q         |
| 5    | 2     | 3         | ROC                                                   | Anastasia Guzhenkova (1:57.26) Valeriya Salamatina (1:58.87) Veronika Andrusenko (1:57.77) Anna Egorova (1:58.14) | 7:52.04 | Q         |
| 6    | 1     | 3         | Allemagne                                             | Isabel Gose (1:57.29) Leonie Kullmann (1:59.00) Marie Pietruschka (1:58.73) Annika Bruhn (1:57.04)                | 7:52.06 | Q         |
| 7    | 1     | 2         | France                                                | Charlotte Bonnet (1:57.61) Assia Touati (1:58.59) Lucile Tessariol (1:59.39) Margaux Fabre (1:59.46)              | 7:55.05 | Q         |
| 8    | 2     | 6         | Hongrie                                               | Zsuzsanna Jakabos (1:59.19) Laura Veres (1:57.88) Evelyn Verrasztó (2:00.35) Ajna Késely (1:58.74)                | 7:56.16 | Q         |
| 9    | 1     | 6         | Japon                                                 | Chihiro Igarashi (1:57.87) Rio Shirai (1:59.94) Nagisa Ikemoto (2:00.25) Aoi Masuda (2:00.33)                     | 7:58.39 |           |
| 10   | 2     | 7         | Brésil                                                | Aline Rodrigues (2:00.15) Larissa Oliveira (2:01.50) Nathalia Almeida (1:59.18) Gabrielle Roncatto (1:58.67)      | 7:59.50 |           |
| 11   | 1     | 1         | Afrique du Sud                                        | Aimee Canny (1:58.41) Rebecca Meder (2:00.53) Duné Coetzee (1:59.75) Erin Gallagher (2:02.87)                     | 8:01.56 | AR        |
| 12   | 2     | 1         | Nouvelle-Zélande                                      | Erika Fairweather (1:57.38) Carina Doyle (2:02.18) Eve Thomas (2:00.75) Ali Galyer (2:05.85)                      | 8:06.16 |           |
| 13   | 1     | 7         | Turquie                                               | Viktoriya Zeynep Güneş (2:04.42) Beril Böcekler (2:02.03) Deniz Ertan (2:04.15) Merve Tuncel (2:00.36)            | 8:10.96 |           |
| 14   | 1     | 8         | Corée du Sud                                          | Jung Hyun-young (2:01.27) Kim Seo-yeong (1:59.98) Han Da-kyung (2:04.38) An Se-hyeon (2:05.53)                    | 8:11.16 |           |
|      | 2     | 2         | Italie                                                | Stefania Pirozzi (2:01.64) Anna Chiara Mascolo Giulia Vetrano Federica Pellegrini                                 | DSQ     |           |
| 2    | 8     | Hong Kong | Stephanie Au Camille Cheng Siobhan Haughey Ho Nam Wai | DNS |         |           |

### Finale
La Chine a remporté la finale du relais 4 x 200 m nage libre en battant le record du monde.
| Rang | Ligne | Pays       | Nageuses | Temps   | Remarques |
| ---- | ----- | ---------- | --- | ------- | --------- |
| 1    | 3     | Chine      | Yang Junxuan (1:54.37 NR) Tang Muhan (1:55.00) Zhang Yufei (1:55.66) Li Bingjie (1:55.30)                         | 7:40.33 | WR        |
| 2    | 5     | États-Unis | Allison Schmitt (1:56.34) Paige Madden (1:55.25) Katie McLaughlin (1:55.38) Katie Ledecky (1:53.76)               | 7:40.73 | AR        |
| 3    | 4     | Australie  | Ariarne Titmus (1:54.51) Emma McKeon (1:55.31) Madison Wilson (1:55.62) Leah Neale (1:55.85)                      | 7:41.29 | AR        |
| 4    | 6     | Canada     | Summer McIntosh (1:55.74) Rebecca Smith (1:57.30) Kayla Sanchez (1:55.59) Penny Oleksiak (1:55.14)                | 7:43.77 | NR        |
| 5    | 2     | ROC        | Anna Egorova (1:58.22) Valeriya Salamatina (1:58.31) Veronika Andrusenko (1:58.17) Anastasia Guzhenkova (1:57.45) | 7:52.15 |           |
| 6    | 7     | Allemagne  | Isabel Gose (1:58.63) Leonie Kullmann (1:59.19) Marie Pietruschka (1:58.36) Annika Bruhn (1:57.71)                | 7:53.89 |           |
| 7    | 8     | Hongrie    | Zsuzsanna Jakabos (1:58.61) Laura Veres (1:59.71) Ajna Késely (1:58.14) Boglárka Kapás (2:00.16)                  | 7:56.62 |           |
| 8    | 1     | France     | Charlotte Bonnet (1:58.08) Assia Touati (1:58.82) Lucile Tessariol (2:00.86) Margaux Fabre (2:00.39)              | 7:58.15 |           |